# Ludwig Bendix
Ludwig Bendix (geboren 28. Juni 1877 in Dorstfeld, jetzt Dortmund; gestorben 3. Januar 1954 in Oakland) war ein deutscher Jurist, Finanzberater und Nationalökonom.

## Leben
Bendix wurde in Dorstfeld bei Dortmund geboren. Er absolvierte ein juristisches Studium und praktizierte ab 1907 als Rechtsanwalt, seit 1923 auch als Notar in Berlin. Bendix war Mitbegründer der Zeitschrift Die Justiz. Bereits 1933 zu Beginn der Zeit des Nationalsozialismus wurde er als Jude aus der Anwaltsliste gestrichen und verlor damit auch sein Amt als Notar. Eine von 1935 bis 1937 dauernde „Schutzhaft“ führte ihn über das Konzentrationslager Lichtenburg ins KZ Dachau. Das Lagerleben schilderte er in bisher unveröffentlichten Memoiren. Unter der Bedingung, dass er Deutschland verlassen müsse, wurde Bendix 1937 aus dem KZ Dachau entlassen und siedelte nach Palästina über. Seine Wohnung wurde aufgelöst und seine etwa 6000 Bände umfassende juristische Bibliothek verschleudert. Nach zehnjährigem Aufenthalt dort wanderte er 1947 in die USA aus, wo er im Jahr 1954 verstarb.
Sein Sohn Reinhard Bendix machte sich in den USA einen Namen als Soziologe.

## Schriften (Auswahl)
- Zur Psychologie der Urteilstätigkeit des Berufsrichters und andere Schriften. Luchterhand, Neuwied 1968.
- Amerika in der Weltwirtschaftskrise. The International Press, New York 1932.
- Gewisses und ungewisses Recht. W. Moeser, Leipzig 1930.
- Der amerikanische Anlagemarkt. Carl Heymann, Berlin 1929.
- Die irrationalen Kräfte der strafrichterlichen Urteilstätigkeit. E. Laub, Berlin 1928.

in hebräischer Sprache
- Hājítí be-Dachau [Ich war in Dachau: Aus einem Tagebuch aus Konzentrationslagern in Deutschland], Massada Verlag, Tel Aviv.